# نهر نديو
نهر نديو هو نهر في كاليدونيا الجديدة (مجموعة جزر في المحيط الهادئ تتبع إداريا إلى فرنسا). تبلغ مساحته 72 كيلومترًا مربعًا. 

## شاهد أيضا
- قائمة أنهار كاليدونيا الجديدة